# Heilige Dreifaltigkeit (Dreifaltigkeit)

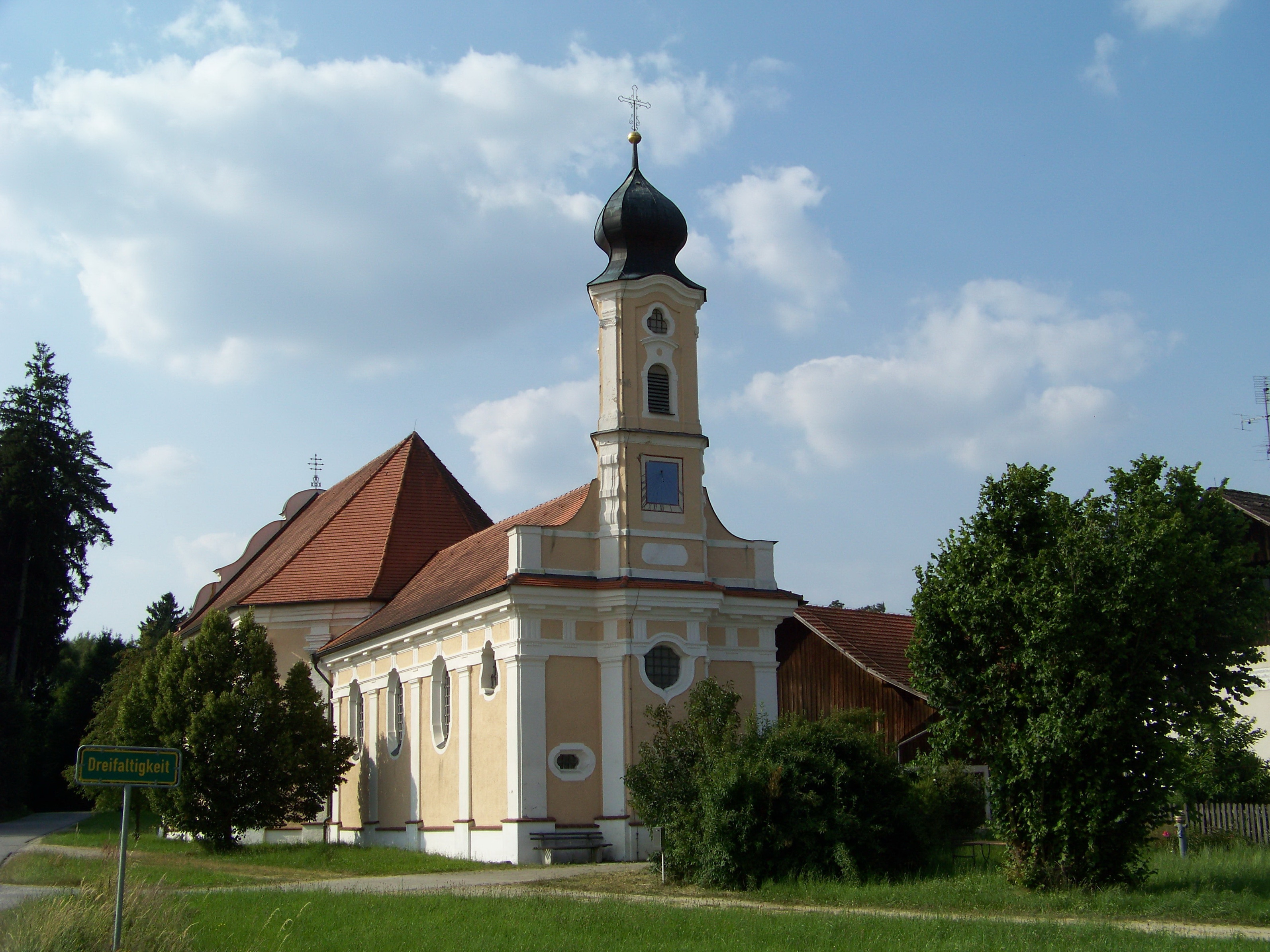
Heilige Dreifaltigkeit im Gemeindeteil Dreifaltigkeit von Aham

Die römisch-katholische Wallfahrtskirche Heilige Dreifaltigkeit steht in Dreifaltigkeit, einem zu Aham im niederbayerischen Landkreis Landshut gehörenden Weiler. Sie ist in der Liste der Baudenkmäler in Aham unter der Nummer D-2-74-112-13 eingetragen. Die Kirche gehört zum Dekanat Landshut im Bistum Regensburg.

## Beschreibung
Anstelle einer 1710 geweihten Kapelle wurde 1774/75 die barocke Saalkirche errichtet. Sie besteht aus dem Langhaus zu drei Jochen mit einem Vorbau nach Nordwesten, dem eingezogenen Chor zu vier Jochen nach Südosten und einer Sakristei in der Nordostecke von Chor und Langhaus. 
An der Fassade des Chors im Südosten steht der Kirchturm mit Zwiebelhaube. Über dem erweiterten Chor erhebt sich als eine architektonische Verehrung des Patroziniums, der Heiligen Dreifaltigkeit, ein dreieckiger Turmaufbau mit einer nach Südosten gerichteten Sonnenuhr. In seinem obersten Geschoss hängen zwei Glocken.
Das Langhaus ist mit einem Stichkappengewölbe überspannt, der Chor mit einem Tonnengewölbe. Der Hochaltar im Stil des Rokoko wurde 1775 aufgestellt. Über den seitlichen Durchgängen stehen die Figuren des Simon Petrus und des Paulus von Tarsus. Das Gemälde der Heiligen Dreifaltigkeit im Retabel des Hochaltars ist ein Werk von Johann Baptist Enderle, der auch die Bilder in den Seitenaltären malte.